# Prince Ikpe Ekong
Prince Ikpe Ekong, född 5 oktober 1978 i Lagos, är en nigeriansk fotbollsspelare som spelar för Vällingby AIK. Hans moderklubb är Julius Berger.

## Karriär
Ekong skrev på för Reggiana i Italien 1996 men lånades direkt ut till slovenska FC Koper för att få erfarenhet av europeisk fotboll. När Ekong kom tillbaka till Reggiana hade klubben relegerats till Serie B där utländska spelare inte fick spela. Ekong lånades ut på nytt till Tecos UAG i Mexiko.
2001 gick Ekong till domstol för att få spela för Reggiana, ett fall som han vann och som fick en hel del internationell uppmärksamhet. Efter tre år i Reggiana flyttade Ekong till Kina där han spelade för två klubbar innan GAIS värvade honom sommaren 2006. I GAIS fick Ekong en olycklig start då han i debuten mot Östers IF blev utvisad.
I slutet av juni 2008 skrev Ekong på för 4,5 år med Djurgården, det vill säga resten av 2008 samt säsongerna 2009–2012.
Under säsongen 2011 matchades han aldrig i allsvenskan under de 22 första omgångarna trots att han var skadefri och under augusti 2011 kom Ekong och Djurgården överens om att inom kort kunna bryta kontraktet cirka 1 1/2 år i förtid, men per den 23 augusti 2011 var han fortfarande en DIF-spelare och beskedet just då var att Ekong och Djurgården kan gå skilda vägar "inom några dagar" . Ekong blev dock kvar i Djurgården under hösten 2011 men fortsatt utan speltid efter att 26 matcher spelats.
Efter säsongen 2011 revs kontraktet mellan Ekong och Djurgården efter en uppgörelse. Inför säsongen 2012 anslöt Ekong till Väsby United  i en lägre division.
Under säsongen 2021 spelade Ekong sex matcher för Vällingby AIK i Division 6.

## Seriematcher och mål
- 2012: 0 / 0 (Väsby United)
- 2011: 0 / 0
- 2010: 22 / 2
- 2009: 17 / 1
- 2008: 25 / 0, varav 11 / 0 (i GAIS) och 14 / 0 (i DIF)
- 2007: 21 / 1
- 2006: 14 / 0 (i GAIS)